# Марк Грацидий
Марк Грацидий (на латински: Marcus Gratidius) е магистрат и добър оратор на Древен Рим през края на 2 век пр.н.е. Зет е на Гай Марий и тъст на Катилина.
Произлиза от Арпинум. Роднина е на Цицерон. Жени се за сестра на Гай Марий.
Баща е на Марк Марий Грацидиан (претор 85 и 84 пр.н.е.) и Грациана, която се омъжва за Катилина.
През 103/102 пр.н.е. обвинява и дава безуспешно на съд Гай Флавий Фимбрия за изнудване в провинцията, където бил управител.